# Acinonychini
Tribu
Les Acinonychini sont une tribu de félins de la sous-famille des félinés,,,.

## Liste de genres
- genre Acinonyx Brookes, 1828
- genre Herpailurus Severtzov, 1858
- † genre Miracinonyx Adams, 1979
- genre Puma Jardine, 1834
- † genre Sivapanthera Kretzoi, 1929